# Гробман, Лати
Лати Гробман  (англ. Lati Grobman, ивр. לטי גרובמן‎; род. 1971) — израильский и американский кинопродюсер .

## Биография
Злата Гробман родилась 14 января 1971 года в Москве в семье поэта и художника, идеолога Второго русского авангарда Михаила Гробмана и главного редактора литературно‑художественного журнала «Зеркало» Ирины Врубель‑Голубкиной. Есть брат Яков.
В детстве с семьёй репатриировалась в Израиль, жила в Иерусалиме, а затем в Тель-Авиве. В юности выступала в Театре Хабима, была членом молодёжной труппы Тель-Авива.
С начала 1990-х  жила  и училась в Нью-Йорке в Школе Ли Страсберга. Позднее перебралась в Лос-Анджелес. В мае 2005 года Гробман подписала контракт на производство  трёх картин с компанией Millennium Films  продюсера Ави Лернера, оцениваемой по версии Variety в 7-15 миллионов долларов.
В 2011 году вместе с Кристой Кэмпбелл основала киностудию Campbell Grobman Films. 

## Личная жизнь
Была замужем за гитаристом Логаном Мейдером, мать пятерых детей.

## Фильмография
| Year | Film                                     | Notes                                    |
| ---- | ---------------------------------------- | ---------------------------------------- |
| 2001 | Нация прозака                            | помощник продюсера                       |
| 2002 | Тяжёлые деньги                           | сопродюсер                               |
| 2002 | Страйк!                                  | исполнительный продюсер                  |
| 2003 | В аду                                    | сопродюсер                               |
| 2004 | Тень страха                              | сопродюсер                               |
| 2005 | Обитатели                                |                                          |
| 2005 | Без ума от любви                         | сопродюсер                               |
| 2005 | Эдисон                                   | помощник продюсера                       |
| 2006 | Неоспоримый 2                            | исполнительный продюсер                  |
| 2006 | Странные родственники                    |                                          |
| 2007 | 1906                                     | (документальный) исполнительный продюсер |
| 2007 | Чистильщик                               |                                          |
| 2007 | Блондинка с амбициями                    |                                          |
| 2008 | Право на убийство                        | продюсер                                 |
| 2009 | Временно беременна                       |                                          |
| 2010 | Неоспоримый 3                            | сопродюсер                               |
| 2011 | Убийца на свободе                        |                                          |
| 2012 | Курорт                                   | (документальный)                         |
| 2012 | Ледяной                                  | исполнительный продюсер                  |
| 2013 | Техасская резня бензопилой 3D            | исполнительный продюсер                  |
| 2013 | Простые истины                           | исполнительный продюсер                  |
| 2013 | Пауки 3D                                 | исполнительный продюсер                  |
| 2013 | Реалити-шоу                              |                                          |
| 2013 | Храбрая Мисс Мира                        | (документальный) исполнительный продюсер |
| 2013 | В твоём случае                           | исполнительный продюсер                  |
| 2014 | Обитель проклятых                        | исполнительный продюсер                  |
| 2014 | Мисс Переполох                           | исполнительный продюсер                  |
| 2014 | Демоны Деборы Логан                      | исполнительный продюсер                  |
| 2015 | Экспериментатор                          | исполнительный продюсер                  |
| 2015 | Незваные гости                           | продюсер                                 |
| 2016 | Чак                                      |                                          |
| 2016 | Преступник                               |                                          |
| 2017 | Институт Розвуд                          |                                          |
| 2017 | Телохранитель киллера                    | исполнительный продюсер                  |
| 2017 | Техасская резня бензопилой: Кожаное лицо |                                          |
| 2017 | Эксобар                                  | исполнительный продюсер                  |
| 2018 | День мертвецов: Злая кровь               |                                          |
| 2018 | Хантер Киллер                            | исполнительный продюсер                  |
| 2019 | Хеллбой                                  | исполнительный продюсер                  |
| 2019 | Падение Ангела                           | исполнительный продюсер                  |
| 2019 | Рэмбо: Последняя кровь                   | исполнительный продюсер                  |
| 2020 | Тесла                                    |                                          |
| 2021 | Красотка на взводе                       | исполнительный продюсер                  |